# Francesc Burrull
Francesc Burrull, né le 18 octobre 1934 à Barcelone et mort le 28 août 2021 à Sant Pere de Ribes, est un compositeur, pianiste de jazz et chanteur espagnol catalan, du mouvement de la Nova Cançó.